# Giải bóng đá hạng ba quốc gia Cộng hòa Síp 2007–08
Giải bóng đá hạng ba quốc gia Cộng hòa Síp 2007–08 là mùa giải thứ 37 của giải bóng đá hạng ba Cộng hòa Síp. PAEEK FC giành danh hiệu thứ 3.

## Thể thức thi đấu
Có 14 đội bóng tham gia Giải bóng đá hạng ba quốc gia Cộng hòa Síp 2007–08. Tất cả các đội thi đấu với nhau hai lần, một ở sân nhà và một ở sân khách. Đội bóng nhiều điểm nhất vào cuối mùa giải sẽ là đội vô địch. Ba đội đầu bảng sẽ lên chơi ở Giải bóng đá hạng nhì quốc gia Cộng hòa Síp 2008–09 và ba đội cuối bảng xuống chơi tại Giải bóng đá hạng tư quốc gia Cộng hòa Síp 2008–09.

### Hệ thống điểm
Các đội bóng nhận được 3 điểm cho một trận thắng, 1 điểm cho một trận hòa và 0 điểm cho một trận thua.

## Thay đổi so với mùa giải trước
Các đội bóng thăng hạng Giải bóng đá hạng nhì quốc gia Cộng hòa Síp 2007–08
- Ermis Aradippou
- Atromitos Yeroskipou
- OlymVị thứ Xylofagou

Các đội bóng xuống hạng từ Giải bóng đá hạng nhì quốc gia Cộng hòa Síp 2006–07
- Chalkanoras Idaliou
- Iraklis Gerolakkou
- AEM Mesogis1

1AEM Mesogis hợp nhất với Kissos Kissonergas thành Kissos Kissonergas, thay thế vị trí của AEM Mesogis trong Giải bóng đá hạng ba quốc gia Cộng hòa Síp.
Các đội bóng thăng hạng từ Giải bóng đá hạng tư quốc gia Cộng hòa Síp 2006–07
- Spartakos Kitiou
- AEK Kouklia
- Anagennisi Trachoniou

Các đội bóng xuống hạng Giải bóng đá hạng tư quốc gia Cộng hòa Síp 2007–08
- Digenis Oroklinis
- FC Episkopi
- SEK Agiou Athanasiou

## Bảng xếp hạng
| Vị thứ | Đội bóng                | St. | T. | H. | B. | BT. | BB. | HS. | Đ  | Ghi chú                                                                 | Thành tích đối đầu |
| ------ | ----------------------- | --- | -- | -- | -- | --- | --- | --- | -- | ----------------------------------------------------------------------- | ------------------ |
| 1      | PAEEK FC                | 26  | 16 | 4  | 6  | 55  | 38  | 17  | 52 | Vô địch-Thăng hạng Giải bóng đá hạng nhì quốc gia Cộng hòa Síp 2008–09. |                    |
| 2      | Ethnikos Assia          | 26  | 15 | 6  | 5  | 53  | 24  | 29  | 51 | Thăng hạng Giải bóng đá hạng nhì quốc gia Cộng hòa Síp 2008–09.         |                    |
| 3      | Chalkanoras Idaliou     | 26  | 12 | 10 | 4  | 42  | 30  | 12  | 46 | Thăng hạng Giải bóng đá hạng nhì quốc gia Cộng hòa Síp 2008–09.         |                    |
| 4      | Spartakos Kitiou        | 26  | 12 | 8  | 6  | 59  | 38  | 21  | 44 |                                                                         |                    |
| 5      | Frenaros FC             | 26  | 12 | 7  | 7  | 48  | 43  | 5   | 43 |                                                                         |                    |
| 6      | Adonis Idaliou          | 26  | 12 | 6  | 8  | 59  | 35  | 24  | 42 |                                                                         |                    |
| 7      | AEZ Zakakiou            | 26  | 10 | 6  | 10 | 41  | 33  | 8   | 36 |                                                                         |                    |
| 8      | AEK Kouklia             | 26  | 9  | 6  | 11 | 37  | 46  | -9  | 33 | AEK 3p, 2-2, 1 a. Anagennisi 0p, 2-2, 0 a.                              |                    |
| 9      | Anagennisi Trachoniou   | 26  | 8  | 9  | 9  | 43  | 41  | 2   | 33 | AEK 3p, 2-2, 1 a. Anagennisi 0p, 2-2, 0 a.                              |                    |
| 10     | Kissos Kissonergas      | 26  | 9  | 5  | 12 | 43  | 54  | -11 | 32 |                                                                         |                    |
| 11     | Elpida Xylofagou        | 26  | 9  | 4  | 13 | 33  | 48  | -15 | 31 |                                                                         |                    |
| 12     | Anagennisi Germasogeias | 26  | 6  | 8  | 12 | 29  | 45  | -16 | 26 | Xuống hạng Giải bóng đá hạng tư quốc gia Cộng hòa Síp 2008–09.          |                    |
| 13     | ENAD Polis Chrysochous  | 26  | 5  | 5  | 16 | 31  | 62  | -31 | 20 | Xuống hạng Giải bóng đá hạng tư quốc gia Cộng hòa Síp 2008–09.          |                    |
| 14     | Iraklis Gerolakkou      | 26  | 4  | 2  | 20 | 39  | 75  | -36 | 14 | Xuống hạng Giải bóng đá hạng tư quốc gia Cộng hòa Síp 2008–09.          |                    |

Hệ thống điểm: Thắng=3 điểm, Hòa=1 điểm, Thua=0 điểm
Luật xếp hạng: 1) điểm; 2) điểm thành tích đối đầu; 3) hiệu số thành tích đối đầu; 4) số bàn thắng sân khách đối đầu; 5) hiệu số; 6) số bàn thắng

## Kết quả
| ↓Home / Away→  | DNA | AEZ | AEK | ANG | ANT | ETN | ELP | END | IRK | KSS | PKK | SPR | FRN | CHL |
| -------------- | --- | --- | --- | --- | --- | --- | --- | --- | --- | --- | --- | --- | --- | --- |
| Adonis         |     | 2-1 | 4-1 | 7-2 | 3-4 | 1-1 | 2-0 | 8-0 | 2-2 | 0-1 | 1-1 | 1-3 | 6-2 | 0-1 |
| AEZ            | 2-0 |     | 4-1 | 3-0 | 2-1 | 1-0 | 0-0 | 5-0 | 3-2 | 1-2 | 0-2 | 1-1 | 0-2 | 0-0 |
| AEK            | 1-1 | 1-0 |     | 0-1 | 1-0 | 1-1 | 2-0 | 0-0 | 4-0 | 2-3 | 0-2 | 2-2 | 1-2 | 1-1 |
| Anagennisi G.  | 0-1 | 0-2 | 0-2 |     | 1-1 | 1-3 | 0-2 | 2-2 | 3-2 | 1-0 | 0-2 | 2-1 | 3-1 | 1-1 |
| Anagennisi T.  | 1-1 | 2-3 | 2-1 | 0-0 |     | 0-1 | 4-2 | 6-1 | 5-5 | 1-1 | 4-3 | 1-0 | 3-1 | 0-0 |
| Ethnikos Assia | 0-0 | 3-0 | 3-2 | 2-1 | 2-0 |     | 6-0 | 2-1 | 2-1 | 1-0 | 1-1 | 3-1 | 2-0 | 1-2 |
| Elpida         | 0-3 | 1-0 | 3-1 | 2-1 | 1-1 | 1-3 |     | 2-0 | 4-1 | 3-4 | 1-3 | 1-1 | 1-2 | 1-0 |
| ENAD           | 2-1 | 4-3 | 2-3 | 1-1 | 1-0 | 0-4 | 1-1 |     | 4-2 | 1-1 | 2-3 | 2-3 | 3-1 | 1-3 |
| Iraklis        | 1-3 | 3-2 | 0-2 | 0-1 | 0-2 | 1-6 | 0-3 | 3-2 |     | 1-2 | 1-3 | 6-1 | 1-3 | 1-2 |
| Kissos         | 1-3 | 3-6 | 2-3 | 0-0 | 1-1 | 0-0 | 2-3 | 1-0 | 5-2 |     | 3-2 | 2-4 | 1-0 | 1-3 |
| PAEEK FC       | 3-5 | 2-1 | 4-0 | 3-2 | 3-1 | 2-1 | 2-0 | 2-0 | 0-1 | 3-1 |     | 1-0 | 1-1 | 3-2 |
| Spartakos      | 2-0 | 1-1 | 7-1 | 3-3 | 3-0 | 2-1 | 3-0 | 3-1 | 3-0 | 4-2 | 2-2 |     | 5-0 | 2-2 |
| Frenaros FC    | 3-1 | 0-0 | 0-0 | 4-3 | 2-2 | 2-1 | 3-0 | 1-0 | 4-2 | 6-2 | 5-2 | 1-1 |     | 1-1 |
| Chalkanoras    | 0-3 | 0-0 | 2-4 | 0-0 | 2-1 | 3-3 | 3-1 | 1-0 | 4-1 | 3-2 | 3-0 | 2-1 | 1-1 |     |